# Contea di Clinton (Missouri)
La contea di Clinton in inglese Clinton County è una contea dello Stato del Missouri, negli Stati Uniti. La popolazione al censimento del 2000 era di 18 979 abitanti. Il capoluogo di contea è Plattsburg